# Pteris melanorhachis
Pteris melanorhachis är en kantbräkenväxtart som beskrevs av Edwin Bingham Copeland. Pteris melanorhachis ingår i släktet Pteris och familjen Pteridaceae. Inga underarter finns listade.